# Bzianka (Subcarpacia)
Bzianka [pronunciación en polaco: /ˈbʑaŋka/] es un pueblo en el distrito administrativo de Gmina Rymanów, dentro del Distrito de Krosno, Voivodato de Subcarpacia, en el sudeste de Polonia. Se encuentra aproximadamente 9 kilómetros al noreste de Rymanów, 15 kilómetros al sudeste de Krosno, y 45 kilómetros al sur de la capital regional, Rzeszów.